# Control banding
Onder Control Banding worden kwalitatieve of semikwantitatieve methoden verstaan die toegepast kunnen worden bij de evaluatie(beoordeling) en beheersing van risico’s op het gebied van veiligheid en gezondheid.

## Principe
In z’n algemeenheid worden bij “Control Banding” de geconstateerde risico’s geclassificeerd naar de mate van blootstelling en het mogelijke gezondheidsschadelijke effect. Dit resulteert in een risicoscore -of een karakterisering anderszins - welke vergeleken kan worden met andere scores (risicoscore = kans x effect). “Control Banding” maakt het tevens mogelijk om het niveau van beheersmaatregelen te bepalen welke nodig zijn om gezondheidsschade, bijvoorbeeld als gevolg van de blootstelling aan gevaarlijke stoffen tijdens het werk, te voorkomen. Hoe groter de potentiële schade, hoe zwaarder het niveau van de te treffen beheersmaatregelen om de situatie te beheersen en de risico’s tot een "aanvaardbaar." niveau te reduceren.
Het principe van “Controle Banding” werd voor het eerst toegepast op gevaarlijke chemische stoffen, chemische mengsels, en dampen. Evenwel ook andere risicofactoren kunnen op deze wijze in kaart worden gebracht en beoordeeld.

## Een voorbeeld
Onderstaand wordt een –beperkt– voorbeeld gegeven van een viertal “Bands” met het bijhorende type beheersmaatregelen (“Control Bands”).
Voor een bepaalde groep chemische stoffen met overeenkomende gezondheidsschadelijke effecten (bijvoorbeeld huid-irriterende stoffen) wordt een bepaald type beheersmaatregelen of -strategie gegeven, alsmede een daarmee corresponderende mate van blootstelling (bijvoorbeeld 1-10 milligram per kubieke meter).
| Band no | Gezondheidseffect                                                                                                  | Blootstellingsconcentratie                      | Type beheersmaatregelen                                                           |
| ------- | --- | ----------------------------------------------- | --------------------------------------------------------------------------------- |
| 1       | Voor huid en ogen irriterende stoffen                                                                              | <1–10 mg/m³ (stof), of >50 ppm -500 ppm (damp)  | Ruimte ventilatie, goede (arbeids)hygiënische werkwijze, periodiek onderhoud etc. |
| 2       | Voor de gezondheid schadelijke stoffen (bij eenmalige blootstelling)                                               | 0,1 - 1 mg/m³ (stof), of >5- 50 ppm (damp)      | Bronafzuiging                                                                     |
| 3       | Sterk irriterende en corrosieve stoffen                                                                            | 0,01 - 0,1 mg/m³ (stof), of >0,5 - 5 ppm (damp) | Gesloten proces                                                                   |
| 4       | Zeer giftig stoffen (bij eenmalige blootstelling); Reprotoxische stoffen; Stoffen met een sensibiliserende werking | <0,01 mg/m³ stof of <0,5 ppm (damp)             | Raadpleeg een deskundige                                                          |

## Enkele methodes t.b.v. "Control Banding" van chemische stoffen
In het navolgende overzicht worden een aantal “Control Banding” methodes gepresenteerd t.b.v. de beoordeling van de blootstelling aan gevaarlijke stoffen. Deze zijn kosteloos via internet beschikbaar.
| No | Naam                                                        | In kader van REACH toepasbaar | Opmerkingen |
| -- | ----------------------------------------------------------- | ----------------------------- | --- |
| 1  | Stoffenmanager                                              | ja                            | Gevalideerde methode. Ontwikkeld door het Expertiscentrum voor Toxische Stoffen (ECTS) van ArboUnie en TNO in opdracht van het ministerie van Sociale Zaken en Werkgelegenheid (SZW). |
| 2  | ECETOC TRA                                                  | ja                            | Gevalideerde methode. Ontwikkeld door het European Centre for Ecotoxicology and Toxicology of Chemicals (ECETOC).                                                                     |
| 3  | COSHH-essentials (Control of Substances Hazardous to Health | nee                           | In Groot-Brittannië, door de Health and Safety Executive (HSE) ontwikkeld model. |
| 4  | EMKG (Einfachen Maßnahmenkonzepts Gefahrstoffe)[dode link]  | ja                            | Gevalideerde methode. In Duitsland door de Bundesanstalt für Arbeitschutz und Arbeitsmedizin (BAuA) ontwikkelde methode.                                                              |